# Sapromyza madeirensis
Sapromyza madeirensis är en tvåvingeart som beskrevs av Frey 1949. Sapromyza madeirensis ingår i släktet Sapromyza och familjen lövflugor. Inga underarter finns listade i Catalogue of Life.